# Jean Casadesus
Jean Claude Michel Casadesus (ur. 7 lipca 1927 w Paryżu, zm. 20 stycznia 1972 koło Renfrew w Ontario) – francuski pianista.

## Życiorys
Syn Roberta Casadesusa. Muzyki początkowo uczył się u rodziców, następnie studiował w Konserwatorium Paryskim. Po wybuchu II wojny światowej wyjechał do Stanów Zjednoczonych, gdzie kontynuował studia na Princeton University. W 1946 roku zwyciężył w konkursie dla młodych pianistów organizowanym przez Philadelphia Orchestra, a w 1947 roku zdobył I nagrodę w grze na fortepianie na Międzynarodowym Konkursie Muzycznym w Genewie. Występował jako solista z New York Philharmonic.
Zginął w wypadku samochodowym.